# Bo Horvat
Bo Horvat (London, Ontario, 5 de abril de 1995), apodado Horvy, The Ox o Bison, entre otros, es un jugador profesional canadiense de hockey sobre hielo que se desempeña en la posición de centro en New York Islanders, equipo de la National Hockey League (NHL).

## Carrera
Fue seleccionado en la primera ronda en la NHL Entry Draft de 2013. En 2014 hizo su debut profesional con el equipo Vancouver Canucks, en el cual jugó nueve temporadas (2014-2022), después pasó a New York Islanders, donde lleva jugando dos temporadas.